# Neu Darchau
Neu Darchau är en kommun och ort i Landkreis Lüchow-Dannenberg i förbundslandet Niedersachsen i Tyskland. De tidigare kommunerna Darzau, Drethem, Glienitz, Katemin, Klein Kühren, Quarstedt, Sammatz och Schutschur uppgick i Neu Darchau den 1 juli 1972.
Kommunen ingår i kommunalförbundet Samtgemeinde Elbtalaue tillsammans med ytterligare nio kommuner.